# Михниковский, Веслав
Веслав Михниковский (пол. Wiesław Michnikowski; 3 июня 1922, Варшава — 29 сентября 2017, там же) — польский актёр театра, кино, радио, телевидения и кабаре.

## Биография
Родился в Варшаве. С 1945 года актёр театров в Люблине и Варшаве. Дебютировал в кино в 1950 году. Выступал в спектаклях «театра телевидения» (в 1955—2003 годах) и в передачах «театра Польского радио», пел и играл роли в «Кабаре джентльменов в возрасте».

## Избранная фильмография
- 1950 — Первый старт / Pierwszy start
- 1955 — Часы надежды / Godziny nadziei
- 1956 — Варшавская сирена / Warszawska syrena
- 1962 — Гангстеры и филантропы / Gangsterzy i filantropi
- 1962 — Мой старина / Mój stary
- 1963 — Жена для австралийца / Żona dla Australijczyka
- 1964 — Зной / Upał
- 1965 — Домашняя война / Wojna domowa (только в 3-й серии)
- 1966 — Брак по расчёту / Małżeństwo z rozsądku
- 1966 — Ад и небо / Piekło i niebo
- 1966 — Самозванец с гитарой / Mocne uderzenie
- 1968 — Клуб профессора Тутки / Klub profesora Tutki (только в 13-й серии)
- 1969–1970 — Четыре танкиста и собака / Czterej pancerni i pies
- 1970 — Дятел / Dzięcioł
- 1970 — Гидрозагадка / Hydrozagadka
- 1970 — Пан Додек / Pan Dodek
- 1971 — 150 км в час / 150 na godzinę
- 1971 — Голубое, как Чёрное море / Niebieskie jak Morze Czarne
- 1978 — Хэлло, Шпицбрудка / Hallo Szpicbródka
- 1981 — Большой пикник / Wielka majówka
- 1981 — Ян Сердце / Jan Serce
- 1983 — Академия пана Кляксы / Akademia pana Kleksa
- 1984 — Секс-миссия / Seksmisja
- 1984 — Год спокойного солнца / Rok spokojnego słońca
- 1986 — Путешествие пана Кляксы / Podróże Pana Kleksa

## Признание
- 1962 — Награда «Комитета в дела радио и телевидение».
- 1967 — Нагрудный знак 1000-летия польского государства.
- 1974 — Золотой Крест Заслуги.
- 1977 — Заслуженный деятель культуры Польши.
- 1979 — Кавалерский крест Ордена Возрождения Польши.
- 1979 — Награда председателя «Комитета в дела радио и телевидение».
- 1981 — Награда Министра культуры и искусства ПНР 2-й степени.
- 1990 — Награда за роль — XVI Опольские театральное сопоставления.
- 1991 — Награда за роль — XXXI Калишские театральные встречи.
- 1996 — Награда за роль — XXI Опольские театральное сопоставления.
- 2006 — «Splendor Splendorów» — специальный приз «Польского радио».
- 2008 — Золотая медаль «За заслуги в культуре Gloria Artis».